# Tillandsia viridiflora
Tillandsia viridiflora là một loài thuộc chi Tillandsia. Đây là loài bản địa của México.

## Hình ảnh

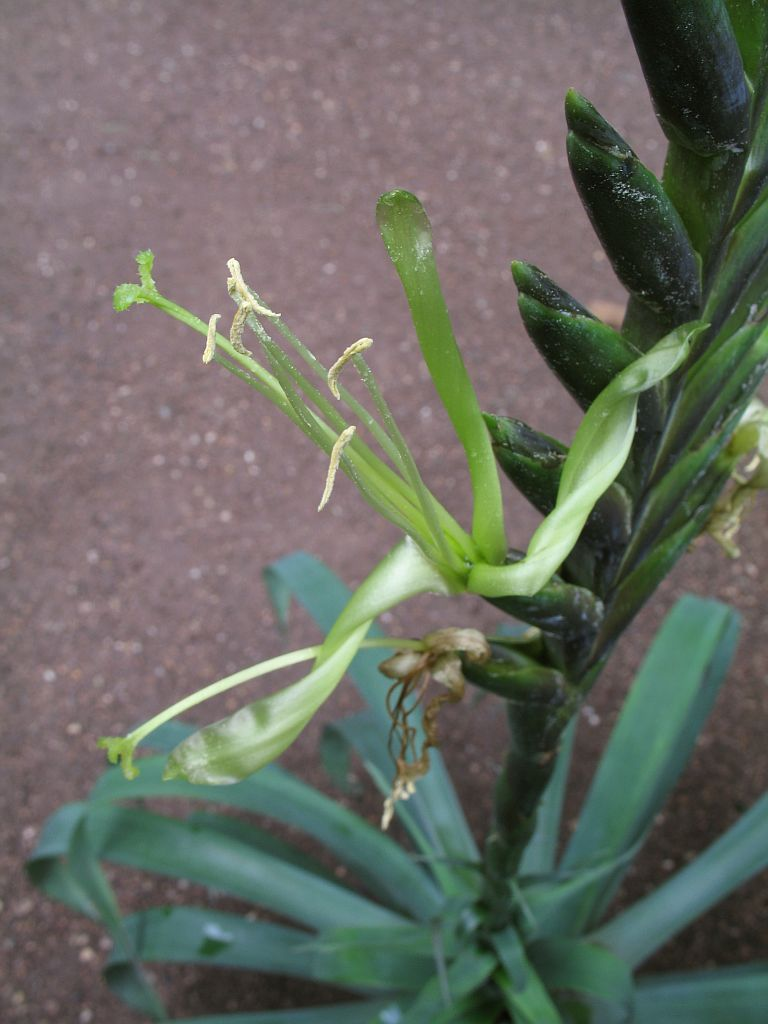
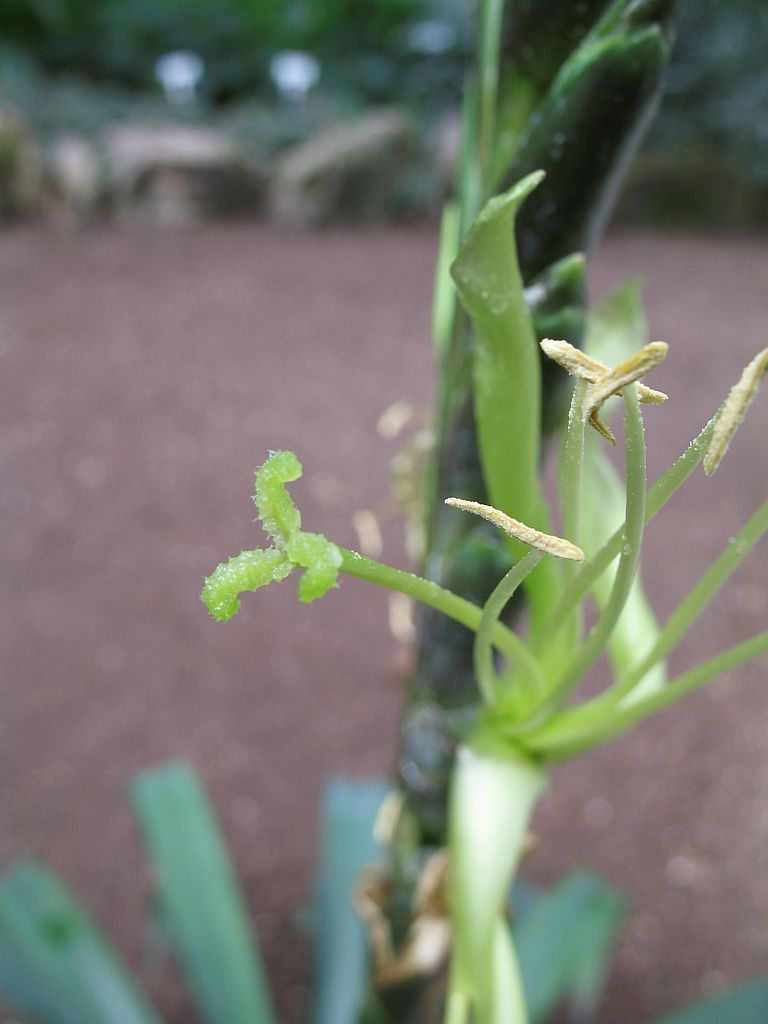
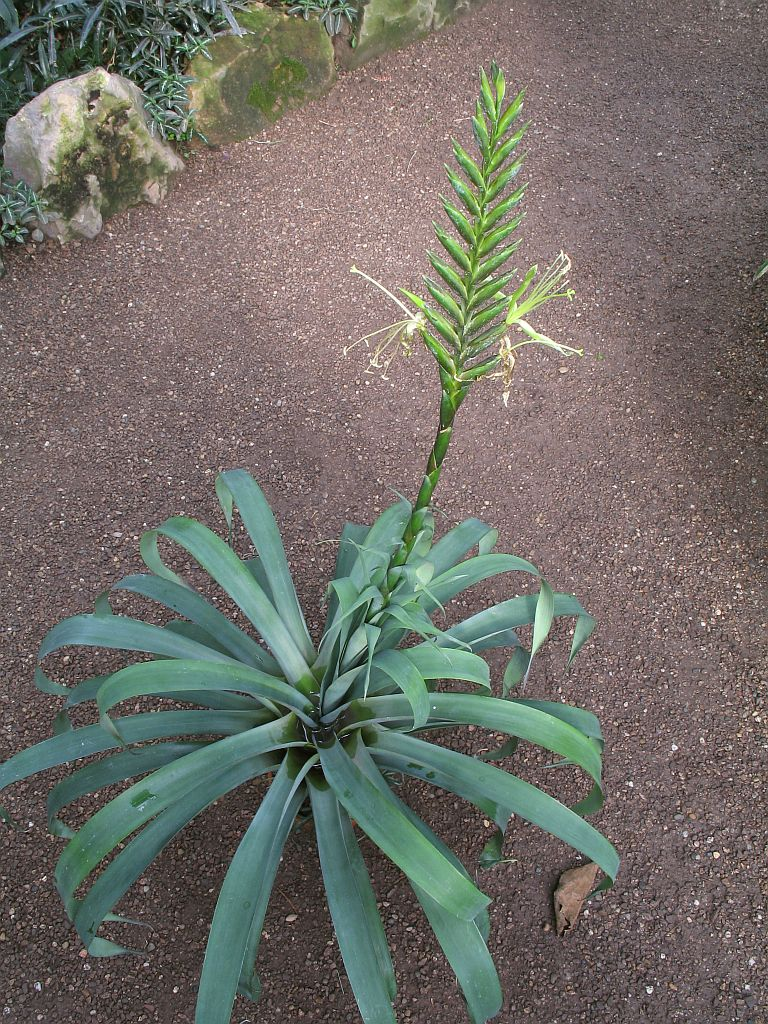
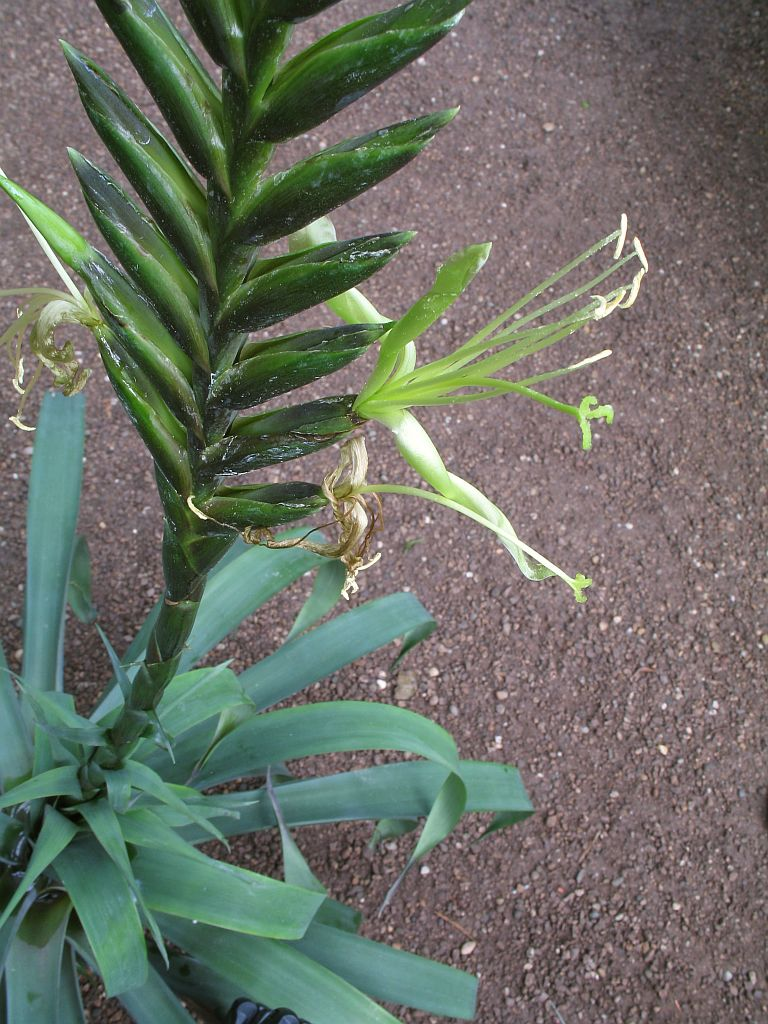